# Matsimäe Pühajärv
Matsimäe Pühajärv – znajdujące się w estońskiej prowincji Järvamaa niewielkie jezioro. Jego powierzchnia wynosi 5,5 ha, a maksymalna głębokość 8,1 m. Na wschodnim brzegu jeziora znajdują się tereny wypoczynkowe.

## Źródła
- Matsimäe Pühajärv recreational area and campsite (ang.)